# Lysipomia laricina
Lysipomia laricina är en klockväxtart som beskrevs av Franz Elfried Wimmer. Lysipomia laricina ingår i släktet Lysipomia och familjen klockväxter. IUCN kategoriserar arten globalt som starkt hotad.
Artens utbredningsområde är Ecuador. Inga underarter finns listade i Catalogue of Life.